# Europa Universalis V
Europa Universalis V, kurz auch EUV oder EU5, ist ein sich in der Entwicklung befindliches Echtzeit-Strategiespiel von Paradox Interactive. Es wird der fünfte Teil der Europa-Universalis-Spielereihe und der direkte Nachfolger von Europa Universalis IV sein. Das Spiel wurde offiziell am 8. Mai 2025 angekündigt, wobei bereits zuvor Entwicklungsstände im Umlauf waren. Das Spiel wird von Paradox Tinto entwickelt und soll laut offiziellen Angaben am 4. November 2025 veröffentlicht werden.

## Spielinhalt
Europa Universalis V ist ein historisches Globalstrategiespiel, das den Spielern ermöglicht, eine Nation über mehrere Jahrhunderte hinweg zu führen. Das Spiel beginnt im Jahr 1337, dem Beginn des Hundertjährigen Krieges, und erstreckt sich über verschiedene Epochen wie Renaissance, Aufklärung und Industrielle Revolution. Im Vergleich zu seinen Vorgängern führt Europa Universalis V mehrere tiefgreifende Neuerungen ein.
Ein zentrales Element ist das neue bevölkerungsbasierte System. Statt Provinzen stehen nun Bevölkerungseinheiten (POPs) im Fokus, die unterschiedliche Kulturen, Religionen, Klassen und Bedürfnisse repräsentieren. Die Spieler müssen die Grundbedürfnisse und Luxuswünsche dieser vielfältigen Bevölkerung befriedigen und dabei kulturelle sowie religiöse Spannungen managen. Das Wirtschaftssystem wurde überarbeitet und bietet nun ein detailliertes Produktions- und Handelssystem. Spieler können landwirtschaftliche und industrielle Ressourcen wie Feldfrüchte, Rohstoffe und Luxusgüter produzieren und handeln. Der Ausbau von Infrastruktur – etwa durch Straßen, Häfen und Flotten – beeinflusst die Effizienz des Handels direkt. Im militärischen Bereich unterscheidet das Spiel zwischen Söldnern, Berufssoldaten und Wehrpflichtigen. Letztere greifen auf die zivile Bevölkerung zurück, was zu Spannungen führen kann. Armeen können spezifische Taktiken verfolgen und regional autonom agieren, wobei Logistik und Versorgung eine größere Rolle spielen. Die Diplomatie wurde erweitert und ermöglicht es den Spielern, durch königliche Hochzeiten, Handelsabkommen und Allianzen ihre Macht auszubauen. Dabei müssen sie jedoch stets die Interessen anderer Nationen im Auge behalten, da es keine dauerhaften Freunde, sondern nur dauerhafte Interessen gibt. Ein weiteres neues Feature ist das „Societal Value“-System, das die Rückkehr der Politik-Slider markiert. Spieler können ihre Nation entlang verschiedener Achsen wie Zentralisierung vs. Dezentralisierung oder Toleranz vs. Intoleranz ausrichten. Europa Universalis V verzichtet auf das in früheren Teilen verwendete „Mana“-System. Stattdessen basieren politische Entscheidungen nun auf den Fähigkeiten von Monarchen und Beratern sowie auf institutionellen Prozessen wie Parlamenten oder Geheimdiensten.

## Entwicklung

### Entwicklungschronik
Europa Universalis V wird von Paradox Tinto, einem Studio des schwedischen Publishers Paradox Interactive, entwickelt. Die Entwicklung begann im Jahr 2020 unter dem internen Codenamen „Project Caesar“. Ab Anfang 2024 veröffentlichte Paradox Tinto unter dem Titel „Tinto Talks“ eine Reihe von Entwicklerbeiträgen im offiziellen Paradox-Forum. Diese dienten als erste Einblicke in die zentralen Spielsysteme von Project Caesar. Zu den behandelten Themen gehörten unter anderem das neue wirtschaftliche Simulationsmodell, die kartografische Darstellung Europas – insbesondere des Heiligen Römischen Reiches – sowie grundlegende Änderungen an den Diplomatie- und Regierungssystemen. Das Spiel wurde schließlich am 8. Mai 2025 offiziell angekündigt. Laut Steam soll es am 4. November 2025 veröffentlicht werden.

### Berichterstattung
Das Spiel und seine Entwicklung zeichnete bereits vor der offiziellen Ankündigung große Relevanz auf, insbesondere in Foren von Strategiespielen selbst, von Paradox Interactive oder auch Reddit. Visuelle Berichterstattung findet in großem Maße auf Plattformen wie YouTube statt - so erhielt das offizielle Ankündigungsvideo von Paradox Interactive innerhalb von zwei Wochen über 500.000 Aufrufe (Stand: 23. Mai 2025). Weitere visuelle Ausführungen zur Entwicklung befinden sich im Bereich von mehreren zehntausend bis hunderttausend Aufrufen.
In verschiedenen Online-Foren wird Europa Universalis V intensiv diskutiert. Auf Reddit existiert das Subreddit r/EU5, das sich ausschließlich dem neuen Teil der Serie widmet. Dort tauschen sich Nutzer über Designvorschläge, Spielmechaniken und Erwartungen aus. Einige Diskussionen thematisieren die Ambitionen des Spiels, etwa die detaillierte Unterscheidung von Handelsgütern und Religionen, und äußern Bedenken hinsichtlich der Spielmechanik und Performance. Im offiziellen Paradox Interactive Forum ist Europa Universalis V ebenfalls ein zentrales Thema. Ein Thread mit dem Titel „Who is the target audience of EU5?“ zeigt, dass die Community aktiv über die Ausrichtung des Spiels debattiert. Einige Nutzer vergleichen EU5 mit früheren Titeln und äußern ihre Erwartungen an die neue Version. Darüber hinaus wurde EU5 auch in anderen Gaming-Foren wie CivFanatics diskutiert, was die breite Resonanz und das Interesse an dem Spiel unterstreicht.

## Historische Einordnung

### Europa

Frankreich während des Hundertjährigen Krieges von 1337 bis 1453.

1337 markiert den Beginn des Hundertjährigen Krieges zwischen England und Frankreich – ein zentraler Konflikt um dynastische Ansprüche, der langfristig zur Bildung moderner Nationalstaaten beitrug. Viele europäische Reiche befanden sich in einem Übergang von feudalen Strukturen zu zentralisierter Herrschaft. Gleichzeitig begannen soziale Spannungen und wirtschaftliche Krisen, die sich in den folgenden Jahrzehnten mit der Schwarzen Pest (ab 1347) weiter verschärfen sollten.

### Asien
Das einstige Mongolische Großreich war in rivalisierende Khanate zerfallen. In China herrschte die Yuan-Dynastie unter mongolischer Führung, wurde jedoch zunehmend durch innere Unruhen destabilisiert. In Japan festigte sich die Macht des Ashikaga-Shogunats nach dem Niedergang der Kamakura-Regierung. In Indien regierte das Delhi-Sultanat, das in Nordindien vorherrschte, während im Süden das Vijayanagar-Reich im Entstehen war.
Das Ilkhanat, ein mongolisches Nachfolgereich, war im Zerfall begriffen. In Anatolien und der Levante traten regionale Dynastien wie die Mamluken in Ägypten und Syrien sowie aufstrebende türkische Beyliks in Erscheinung – darunter auch der Vorläufer des späteren Osmanischen Reiches.

### Afrika
Das Mali-Reich war unter den Nachfolgern von Mansa Musa auf dem Höhepunkt seiner Macht. Der transsaharische Handel florierte, und Städte wie Timbuktu entwickelten sich zu Zentren islamischer Bildung und Kultur. In Ostafrika blühten Handel und Küstenstädte unter der Swahili-Kultur, während im Inneren verschiedene Königreiche wie Benin und Kanon-Bornu an Bedeutung gewannen.

### Amerika
In Mesoamerika bestanden mächtige Stadtstaaten wie die der Azteken (Mexica), die kurz vor dem Beginn ihrer imperialen Expansion standen. In den Andenregionen konsolidierten die Inka ihre Machtbasis im Cuzco-Tal, was in den folgenden Jahrzehnten zur Gründung des Tawantinsuyu führen sollte. Viele indigene Gesellschaften entwickelten komplexe politische, religiöse und wirtschaftliche Strukturen unabhängig von eurasischem Einfluss.